# Martin Mathathi
Martin Irungu Mathathi, född 25 december 1985, är en kenyansk friidrottare (långdistanslöpare).
Mathathi tävlar huvudsakligen i terränglöpning men har även varit med på två friidrotts-VM och då sprungit 10 000 meter. Vid VM 2005 i Helsingfors slutade Mathathi på femte plats. Den placeringen förbättrade han vid VM 2007 i Osaka då Mathathi slutade på tredje plats.